# 格鬥天王 (電視劇)
《格鬥天王》（英文：Mr. Fighting）。2005年三立華人電視劇週日十點檔系列的第八部作品。全劇共20集，接檔《天國的嫁衣》。於2004年12月15日開拍及於2005年1月16日在台湾台视播出，由孫協志、王仁甫、劉品言、曾之喬主演。首集收視率為7.07，15歲至44歲平均收視為4.2。香港无线电视已於2006年買下在香港的播映權，2006年5月在無綫收費電視的無綫劇集台播映，本作亦是三立從華視轉而跟台視結盟的第一檔偶像劇。

## 播映時間

### 臺灣
2005年1月16日起在台视於每星期日晚上九時三十分播出，2005年5月29日結束。三立都會台於2005年1月22日起，每星期六晚上九時播出。

## 劇情大綱
「段氏娛樂世紀」霸氣縱橫的少爺，同時也是國際享譽盛名的格鬥天王段宇橋，為了擴地建造新的商業大樓，到債務人的土地企圖強硬執行拆除作業時，赫然發現債務人竟是兇悍頑固又有點可愛的女孩子葉優里，優里一直苦撐獨自經營土地上的格鬥館，因為那是優里父親葉安達唯一留下的財產，看到優里誓死守衛父親遺物的精神，宇橋被優里的勇敢與堅強深深吸引住，深陷其中無法自拔。
經常在市井廟街鬼混的衛英崎，為了給媽媽阿彩過更好的日子，誤信損友而被騙了三十萬，還不出錢的英崎，只好到地下格鬥場賺些外快，常常弄得全身是傷，但是無論如何，英崎總有一個默默在他背後喜歡他支持他的青梅竹馬田小葵，為了她的英崎哥，小葵總願意做任何事，只是她的喜歡從沒對英崎親口說出，英崎也從沒把小葵當作交往的對象，小葵究竟要如何做才能打動英崎哥的心房？

## 劇中角色及關係

### 段家
| 演員   | 角色               | 背景 | 登場集數       | 粵語配音 |
| 孫協志 | 段宇橋 衛宇橋 23歲 | 衛清一、李阿彩之獨子 段元博、若紗養子 段英崎之兄弟（無血緣） 段氏企業接班人 葉優里之男友，繼承父親嗜好而創立T.F.K.C，是為全亞洲最高榮譽之格鬥比賽，與英崎小嬰兒之時被親母掉包。 宇橋從小就在養尊處優，在儼如皇家般尊貴的環境中生長，內心雖正直善良，但卻有一種說不出的霸氣與傲氣，瀟洒倜儻、帥氣優雅是他迷人的一面，而頤氣指使、盛氣凌人則是他令人抓狂的一面，所以當他代表企業，前往格鬥館談判收購產權時，就讓優里和英崎十分抓狂，雙方因此結下樑子。 為人果斷、驕傲。後來因段元博出車禍，研浩私下驗DNA後揭發，而知道自己與爸爸段元博並無血緣關係，後因段元博承受不住最愛的兒子不是親生的打擊，所以拒絕研浩餵藥，而成植物人，段家也因此被研浩霸占，宇橋引以為傲的手也被段研浩所廢，趕出段家。後來與英崎、優里重新整頓格鬥學苑，宇橋這名格鬥天王決定訓練英崎，成為英崎的教練。格鬥館欠繳貸款，隨時面臨被查封的困境，更激發宇橋與英崎決心苦練格鬥，參加T.F.K.C，用奪標的獎金來幫助優里解決危機，這個信念同時也凝聚了英崎和格鬥館的師兄弟們，大家共同朝這個目標努力邁進… 但也在這時候發現，自己的親生媽媽竟是英崎的媽媽李阿彩，也在同時知道，自己的媽媽跟優里的爸爸葉安達發生拉扯，而跌落至住家一樓身亡。 身世所帶來的衝擊，以及研浩的種種刁難一一解除後，帶著英崎與甦醒的元博相認，並決定離去，但元博終究決定將從小疼愛的宇橋當成兒子看待，後與英崎重新開始，一起幫爸爸元博打理段氏娛樂世紀，與優里相愛。最後與英崎進行了格鬥天王的爭霸對決，勝負不明。童年時期由吳承晏飾演。 | 全劇           | 鄧肇基   |
| 艾 偉  | 段元博             | 衛清一和葉安達大學時代的好友 段氏娛樂世紀總裁 若紗、美津之夫 衛英崎之親生父、宇橋養父 研浩、朵兒繼父。 對獨子宇橋抱有期望並且絕對疼愛，因研浩長久以來的積怨，陰錯陽差下開到TIGER剪斷煞車系統的車子而住院（實為研浩欲害對象是弟弟宇橋），在此時研浩亦發現宇橋非段家親生孩子，而是與他同樣的假王子，研浩將此事告知疼愛宇橋的元博，元博無法承受打擊病發，但拒絕研浩餵藥而成植物人。康復後，仍將宇橋當作親生兒子對待。後來對於研浩兩兄妹並沒有苛責或採取法律行動，還為自己一直以來偏愛宇橋而忽略研浩、朵兒兄妹的行為，向研浩說了對不起，後要求兄妹倆前去日本照顧其母離開台灣，不過在那之前，要求研浩必須先在格鬥學苑進行一場雙打格鬥對決，以便解決與英崎跟宇橋的所有恩怨（尤其是英崎），內容為英崎&宇橋VS研浩&FIREBIRD。 | 1-6,19-20      |          |
| 張以琳 | 徐若紗             | 段元博第一任妻子，衛英崎生母 在宇橋幼年時去世。 |                |          |
| 方 岑  | 李美津             | 段研浩、朵兒之母 原為段宇橋的褓母，其前夫有家暴傾向，後帶著研浩及朵兒嫁入段家，成為段元博第二任妻子。後來因為朵兒被設計陷害，誤以為朵兒被英崎欺負，才發現自己的兒子研浩，從小承受的壓力與積怨這麼深，眼看著自己的親生兒子將自己一手帶大的宇橋逼至絕路，在段研浩的安排下離開段家前往日本，臨走前囑咐優里務必照顧好宇橋，並訴說自己的無力與擔憂。 | 1-4,6-7,9      |          |
| 唐 豐  | 段研浩 李研浩 23歲 | 美津的兒子，宇橋繼兄，朵兒之兄。 兒時因跟隨美津進入段氏豪門而扭轉了他的命運，美津總是耳提面命、千叮萬囑的要他好好伺候宇橋，萬事皆以宇橋馬首是瞻，知世幾度不平和反抗，美津便以悲情母親的姿態來迫使研浩屈服，乖乖作為母親的卒子，他賣力的實踐著母親的願望，以致於在一次綁架事件中，奮不顧身的保護宇橋，並頂替了宇橋被歹徒抓走，雖然事後脫險歸來，但研浩卻對宇橋產生了極度不滿和深深的怨恨。以為自己只要看見宇橋悽慘的下場，就能將自己從多年來的積怨中解放，但在宇橋為了眾人低聲下氣地跪下來，並答應幫自己剪指甲時才發現，原來自己要的，只是爸爸段元博的父愛，以及宇橋對他該有的兄弟情誼，而不是當成外人般的命令。 深愛小葵，卻因為欲設計英崎殺害宇橋被小葵發現，替宇橋擋住了英崎，因鞋子被動了手腳的一腳，而差點害小葵喪命，從此也被英崎視為死敵。最後在爸爸元博的建議下，與FIRE BIRD搭檔，並跟英崎和宇橋展開雙打對決，結果坦承認輸，並把段氏娛樂世紀還給元博。童年時期由王欣逸飾演。 | 全劇           | 黃啟昌   |
| 賴薇如 | 段朵兒 李朵兒      | 美津的女兒，宇橋繼妹，研浩之妹。 雖總是像個小妹妹跟在宇橋身後，但實際上一直暗戀宇橋，視優里為情敵，前期一心向著宇橋，並阻止自己親哥哥傷害宇橋，後因研浩挑撥利用對付格鬥學苑眾人，甚至是與優里相愛的宇橋。最後良心發現，說出秘密，與哥哥再次成為孤兒而痛哭，後在元博安排下與哥哥研浩一同離開。 | 1-4,6-12,17-20 |          |
| 王仁甫 | 衛英崎 段英崎      | 若紗、元博之子 詳見衛家 | 見衛家         | 李致林   |

### 衛家
| 演員   | 角色               | 背景 | 登場集數     | 粵語配音 |
| 王仁甫 | 衛英崎 段英崎 23歲 | 清一、阿彩養子 段元博、若紗之子 田小葵之男朋友 出身市井的痞子，和母親阿彩相依為命，阿彩陰晴不定、暴躁易怒的脾氣，迫使他要比同年齡的孩子們更早長大，不管阿彩怎麼無理過份的對待，他都能夠體諒和原諒，因為他解讀為那是單親媽媽的辛苦和悲哀，所以沒有怨言，只有全力相挺，只是……有時候他也會受傷慘重，卻沒有人可以撫慰他，只能自己躲起來舔傷口，久而久之，他練就了一套自我防衛系統，把那個重情重義的熱血男兒藏在內心裡，外表則總是吊兒啷噹、滿不在乎，以嘻笑怒罵來掩飾真情，個性兼具快樂與憂鬱、光明與陰暗面。 為了分擔阿彩肩上的重擔、為了求生存，英崎真是什麼事都能惹，經年累月的闖蕩下來，好兄弟滿街都是，仇家則是滿天下了，以致於有一天被仇家圍堵痛扁。後發現阿彩不是自己親生母親，傷心之下說出原來這才是阿彩不愛自己的原因，因讀阿彩的日記，才了解阿彩媽媽也是愛他的，最後跟親生爸爸段元博相認，並與宇橋整理段氏娛樂。 一開始喜歡上性格嗆辣的葉優里，但漸漸發現宇橋與優里已經心意相通，自己心裡也早知道，青梅竹馬小葵對自己一直有愛慕之意，卻還是幫他追女友。後來因小葵為了格鬥學苑眾人安危，決定放棄英崎，選擇威脅她的段研浩，才發現自己早已愛上小葵，兩人突破重重危機，最後而相愛。最後與宇橋展開格鬥天王的爭霸對決，勝負不明。 | 全劇         | 李致林   |
| 不詳   | 衛清一             | 段元博和葉安達大學時代的好友，段元博的格鬥教練和練習手 段宇橋生父，在阿彩懷胎時就因葉安達設計，而被段元博失手打死。 | 3            |          |
| 林美秀 | 李阿彩             | 衛英崎養母，段宇橋生母。 因元博失手打死清一而心存怨恨，衝動下將還是嬰孩的宇橋及英崎交換，看見英崎就想起自己無緣的兒子宇橋，所以對英崎格外暴躁，認為這樣就能將對元博的怨恨與對宇橋的思念，發洩在段元博親生兒子英崎身上。然而，阿彩卻沒有察覺到，自己對英崎早就從怨恨轉為母愛。後因不願將兩個孩子的身世說出、也不願宇橋因此恨她，而與葉安達拉扯，不小心從陽台墜落而死。 | 1,4-12,14-16 |          |
| 孫協志 | 段宇橋 衛宇橋      | 宇橋 清一、阿彩之子 詳見段家 | 見段家       |          |

### 葉家
| 演員   | 角色        | 背景 | 登場集數    | 粵語配音 |
| 劉品言 | 葉優里 22歲 | 葉安達女兒，與段宇橋/衛宇橋相愛。 格鬥館的主人。當年父親葉安達在海外失蹤後，妻子才發現懷有身孕，之後生下優里，因此優里從未見過自己的爸爸。所幸安達留下足夠的金錢，供她們母女生活無憂，直到國中階段，母親抑鬱而終，接手監護的親戚將她送入寄宿學校就讀，幾年下來終於大學畢業，親戚卻因理財不當，財產耗盡，僅剩一間破舊不堪、慘澹經營的格鬥館。如今，一個圖書館系的畢業生，跟格鬥館實在是有些不相干，但優里發揮她自信積極、不服輸的意志力，堅持要把格鬥館經營下去，因為這是她與爸爸唯一的聯繫，透過爸爸熱愛的格鬥運動，就可以擁有爸爸好似在身邊的幸福感，於是就這樣帶領著師兄弟們，力圖振興格鬥館。 優里完全遺傳了父親的運動細胞，是個格鬥迷，還是個練家子，身手不弱，一般男生有時候還真不是她的對手，個性急躁、火爆、固執、沒耐性，但內心深處裡也有某個角落，是希望做個被呵護、疼愛的小女人。 | 全劇        | 張頌欣   |
| 羅北安 | 葉安達 華叔 | 衛清一和段元博 大學時代的好友 葉優里生父，曾經奪得「王者之魂」的格鬥天王。 年少時害怕段元博會危害到自己格鬥天王的地位，將興奮劑加到段元博的飲料裡，不料卻意外被衛清一喝下，間接造成段元博失手殺死衛清一，20年後，以葉優里爸爸的好友「華叔」的身份，留在格鬥館，後因為段宇橋與衛英崎的身世與阿彩拉扯，而讓阿彩墜樓身亡。 | 3,5,7-16,20 |          |

### 段氏娛樂世紀
| 演員   | 角色      | 背景 | 登場集數               |
| 劉序浩 | FIRE BIRD | 段研浩的部下，也是一位格鬥好手。 | 1-4,6,8,12-20          |
| 張崇玹 | TIGER     | 段研浩的部下，負責幫研浩收集情報。 | 1-4,6-16,18-20         |
| 馮瑋君 | TINA      | 原是段宇橋的部下，後表面上被段研浩收買，並向憤怒的宇橋說了「人各有志」，實際上是元博擔心宇橋安危，而放置在研浩身邊的臥底，最後與程偉幫助段元博甦醒復健，並處處設法幫助提醒宇橋，後帶著甦醒的段元博至記者會，現場拆穿研浩詭計。 | 1-12,15-16,18-20       |
| 張志群 | 程偉      | 原是段宇橋的部下，後表面上被段研浩收買，實際上是元博擔心宇橋安危，而放置在研浩身邊的臥底，最後與TINA幫助段元博甦醒復健，並處處設法幫助提醒宇橋，後帶著甦醒的段元博至記者會，現場拆穿研浩詭計。                                 | 1-4,6,9-11,15-16,18-20 |

### 格鬥館
| 演員   | 角色   | 背景 | 登場集數          |
| 周逸銘 | 何秋原 | 格鬥館成員。21岁，典型巨蟹男，内向、羞怯、超级胆小鬼一个，对命理风水之说极为著迷，敏感和善，很乐意帮助有需要的人，自己也很喜欢被需要、被保护的感觉，过於富有母性是他的困扰，因此努力投身格斗运动，试图重振男性的雄风。 | 1-12              |
| 黃立全 | 三 龍  | 格鬥館成員 本名李萬福。射手座，外向、阳刚、精力充沛、时时准备迎接挑战，一刻也安静不下来，由於没有父亲，其實,有兩個爸爸, 因此从小就以最崇拜的三条龙做为学习榜样──李小龙、成龙、史特龙。重视朋友、讲义气、疯狂加上爱现，使他成为格斗馆里的人肉沙包，最佳靶子。 | 全劇              |
| 太 毅  | 高千樹 | 格鬥館兩年的成員。20岁，处女座的知性、一丝不苟、条理分明的个性充分展现在他身上，最厉害的是拥有特殊的论述能力，信手拈来一个话题，他就可以引经据典、侃侃而谈起来，刚开始还头头是道，不知情的人往往被他唬得一楞一楞，信以为真，如果还付诸行动的话，肯定要闹大笑话，因为要是你肯耐性听完他的话，就会明白原来他说著说著就天马行空、荒腔走板了，根本是个幻想狂、瞎掰大王。 | 全劇              |
| 黃邦明 | 夏生   | 葉優里的媽媽撿回來的小孩 | 1-3,5-10,12-15,20 |

### 其他
| 演員   | 角色        | 背景 | 登場集數       | 粵語配音 |
| 曾之喬 | 田小葵 18歲 | 最後與衛英崎相愛 英崎的青梅竹馬，一直深愛英崎。 自小喜歡英崎，活潑可愛、鬼靈精怪的女孩，父母是市場中肉販，她常進進出出的幫著忙，和阿彩十分熟絡，並偷偷喜歡著英崎，視英崎為天下無敵的英雄，但英崎對她卻視而不見，完全沒放在眼裡。一天，無意得知英崎被逼債的窘境，為了幫忙，更為了在英崎面前「一鳴驚人」，小葵偷偷去做「show girl」賺錢，英崎氣結，到處搜索之下終於救到她，方知一切原委，歸根究底都是為了自己，英崎於是扛了小葵捅的簍子，慘遭對方海扁……這麼一來，小葵更是一頭栽了下去，死心塌地的愛上了英崎。一直為英崎默默付出，甚至犧牲自己。後來曾以為被英崎視為「後備」而死心，並跟隨研浩。最後與英崎解開誤會並相愛。 | 全劇           | 何璐怡   |
| 達 倫  | Iron Man    | 「異世界」的格斗天王，因为在一次飞机失事的事故中倖存，但失去右手臂。父親是太空總署的科學家因实验需要，被接上核子手臂。后被宇橋的不屈服個性感动，並認同宇橋，加入TFF幫助宇橋、優里、英崎。 | 11-13,15,17-19 |          |

### 客串
| 演員   | 角色       | 背景 | 登場集數   |
| 王紹偉 | 对手       | 第一集在地下格鬥場專打衛英崎臉的非正式格鬥選手。本應是他成為T.F.K.C開幕表演賽中宇橋的對手，但因為研浩一句如果宇橋受傷誰負責的話，改由被打的淒慘的敗方衛英崎，成為開幕表演賽的對手。          | 1          |
| 蔡立群 | Jacky      | | 1-2,4,9    |
| 李國超 | 三龍的生父 | 第五集出現在格鬥學院的人，表面上是要將兒子帶回好好照顧的好爸爸，實際上是覬覦兒子所繼承的遺產，好拯救他經營不善的餐廳與負債，後被宇橋以一份合約阻止，並離開格鬥學院，但這個真相只有優里知道。 | 5          |
| 趙舜   | 勇叔       | 跌打醫生，曾經是柔道高手。 | 7,15,17-18 |
| 太欣   | 鬼影       | | 10         |
| 黃東興 | 東興       | 攝影記者 | 13         |
| 許家榮 | 蕭堯(逍遙) | 第十三集出現在格鬥場，擔任關主、裁判。 | 13         |
| 太永   | 太永       | 宇橋的四強對手。 | 3          |

## 格鬥天王原聲帶收錄歌曲
《格鬥天王 電視原聲帶》收錄了劇中出現的14首歌曲及配樂，並於2005年1月21日正式發行。

### 劇中歌曲
- 5566主唱
  - 放手一搏（Fighting）（劇集主題曲）
  - Magic（奇蹟）
  - 原點(Back To The Time)
  - Open Arms
  - Won't give up（永不放棄）（劇集片尾曲）

- Featuring：許孟哲／王紹偉
  - 我行我素（I'm Who I'm）

### 配樂
- 王者之魂（Soul Of The Winner）
- 格鬥館的交鋒（Cross Swords）
- 惡行（Evildoing）
- 勢如破竹（Break Through）
- 天地無敵（Champion）
- 謎&網（Confusion）
- 協奏曲（Concerto）
- 考驗（Test）

### 製作團隊
- 動作導演 鄔汝彬
- 動作指導 張崇玹

## 書籍
- 三立電視台與漫畫家俞家燕合作推出本作的漫畫版本，由尖端出版社出版，共三冊，每本售價為140元新臺幣[2][3][4]。

- 三立電視台亦推出本作電視小說，由尖端出版社出版，共一冊，每本售價為140元新臺幣[5]。

## 註腳
1. ↑  .   [2009-05-06]. （原始内容存档于2008-12-11）.
2. ↑  .   [2008-05-14]. （原始内容存档于2016-03-05）.
3. ↑  .   [2008-05-14]. （原始内容存档于2016-03-05）.
4. ↑  .   [2008-05-14]. （原始内容存档于2016-03-04）.
5. ↑  .   [2008-05-14]. （原始内容存档于2018-04-26）.

## 外部連結
- 台視《格鬥天王》官方網站 （页面存档备份，存于）

## 作品的變遷
| 臺灣 台視主頻 星期日 21:30 | 臺灣 台視主頻 星期日 21:30             | 臺灣 台視主頻 星期日 21:30 |
| -------------------------- | -------------------------------------- | -------------------------- |
|                            | 格鬥天王 （2005.01.16 - 2005.05.29）   |                            |
| 米迦勒之舞                 | 王子變青蛙 （2005.06.05 - 2005.10.16） |                            |

| 臺灣 三立都會台 星期六 21:00           | 臺灣 三立都會台 星期六 21:00           | 臺灣 三立都會台 星期六 21:00 |
| -------------------------------------- | -------------------------------------- | ---------------------------- |
|                                        | 格鬥天王 （2005.01.22 - 2005.06.04）   |                              |
| 天國的嫁衣 （2004.09.11 - 2005.01.15） | 王子變青蛙 （2005.06.11 - 2005.10.22） |                              |